# Корзинка цветов
Корзи́нка цвето́в (известно также под наименованием «Корзи́нка с буке́том полевы́х цвето́в») — ювелирное яйцо, одно из императорских пасхальных яиц, изготовленных фирмой Карла Фаберже для русской императорской семьи. Создано в 1901 году по заказу императора Николая II и преподнесено его жене, императрице Александре Фёдоровне в Пасху того же года. Ныне является частью коллекции короля Великобритании Карла III.

## Описание
Ювелирное пасхальное императорское яйцо Фаберже выполнено в виде цветочной корзины, покрытой белой эмалью и перехваченной витой решёткой из золота и алмазов. В передней части яйца имеется дата «1901», исполненная в том же стиле, что и решётка. Основой букета цветов служит «мох» из металлической нити. Собственно цветы также сделаны из золота и раскрашены эмалью различных оттенков. Помимо указанного, золото служит материалом ручки корзины, инкрустированной алмазами. Подставка яйца была повреждена и утеряна в процессе его перемещений и перепродаж; впоследствии она была изготовлена реставраторами заново. Вероятно, в оформлении ножки использовались синяя эмаль, золото и алмазы.

## Сюрприз
Сюрприз данного яйца утрачен. Каких-либо сведений о его виде и свойствах в настоящее время нет.

## Владельцы
Император Николай II подарил яйцо «Корзинка цветов» своей жене Александре Фёдоровне на Пасху 1901 года. Открытые источники указывают, что после Октябрьской революции 1917 года яйцо «Корзинка цветов» поступило в распоряжение Всесоюзного объединения «Антиквариат» и в 1933 году было им продано неизвестному покупателю; предполагается, что таковым мог быть Эммануэль Сноуман или Михаил Норман. В том же году изделие было приобретено королём Великобритании Георгом V и его супругой королевой Мэри, от которых перешло по наследству к Елизавете II, а от неё к нынешнему королю Карлу III.
Кроме «Корзинки цветов» (1901), в Британской королевской коллекции (англ. The Royal Collection) хранятся ещё два императорских ювелирных пасхальных яйца, изготовленных фирмой Фаберже и одно, из так называемых пасхальных яиц Кельха, также изготовленное фирмой:
- Колоннада (1910)[5];
- Мозаичное (1914)[6];
- Яйцо с панелями (1899)[7] — одно из семи яиц, заказанных русским предпринимателем А. Ф. Кельхом в подарок своей жене[8] Варваре Кельх-Базановой[9] (изготовил ювелир фирмы Фаберже — Михаил Перхин).